# Большой Толокнянец
Большой Толокнянец — деревня в Парфинском районе Новгородской области в составе Полавского сельского поселения.

## География
Находится в центральной части Новгородской области на расстоянии приблизительно 14 км на восток по прямой от районного центра поселка Парфино.

## История
На карте 1840 года уже была обозначена. В 1908 году здесь (Старорусский уезд Новгородской губернии) было учтено 10 дворов.

## Население
Численность населения: 64 человека (1908 год), 14 (русские 100 %) в 2002 году, 6 в 2010.